# Him (canción de Rupert Holmes)
«Him» es el título de una canción escrita y grabada por el músico inglés Rupert Holmes. Fue publicada a principios de 1980 como la segunda pieza del álbum Partners in Crime. Llegó al puesto n.º 6 en los Estados Unidos el 29 de marzo de ese mismo año y se mantuvo allí durante dos semanas.
Este corte fue creado desde el punto de vista de un hombre que sospecha que su esposa o novia lo engaña al descubrir un paquete de cigarrillos que no pertenece a él. A pesar de que sabe que ella le dirá que aquel hombre desconocido es "solamente un amigo", el narrador no cree en eso y lo canta al final de cada estrofa; "It's me or it's him" (soy yo o es él).

## Listas de popularidad
| Lista (1980)                                 | Máxima posición |
| -------------------------------------------- | --------------- |
| Belgium (VRT Top 30 Flanders)                | 11              |
| Canada (RPM)                                 | 14              |
| Canada Adult Contemporary (RPM)              | 4               |
| Germany (Media Control Charts)               | 32              |
| Netherlands (Dutch Top 40)                   | 18              |
| New Zealand (RIANZ)                          | 8               |
| United Kingdom (The Official Charts Company) | 31              |
| U.S. Billboard Hot 100                       | 6               |
| U.S. Billboard Hot Adult Contemporary Songs  | 4               |

## Versiones
En 1980 José José presentó un cover en la octava pista de su disco Amor, amor. También, Rupert Holmes la grabó el tema en Francés como "Lui" para el mercado de habla francesa en Francia y Canadá.